# 프라브딘스크

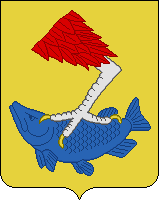
시 문장

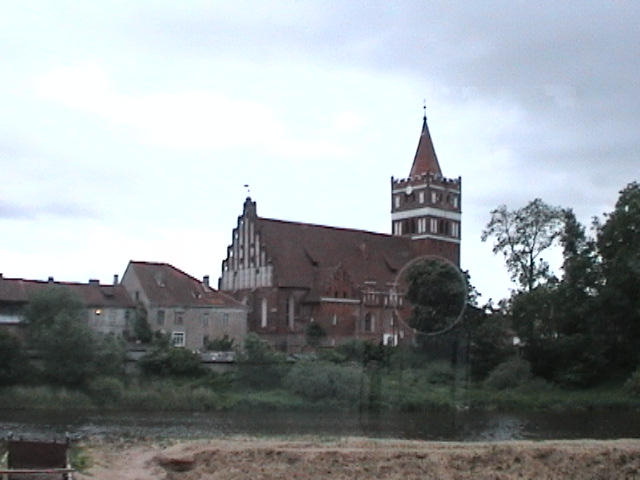
프라브딘스크에 있는 교회

프라브딘스크(러시아어: Пра́вдинск, 독일어: Friedland in Ostpreußen, 리투아니아어: Romuva, 폴란드어: Frydląd)는 러시아 칼리닌그라드주 남부에 위치한 도시로, 인구는 4,480명(2002년 기준)이다.
1312년 튜턴 기사단이 건설했고 프리틀란트(Friedland, "평화의 땅"이라는 뜻)라는 이름으로 부르게 된다. 1525년 프로이센 공국의 영토가 되었고 1701년 프로이센 왕국의 영토가 된다.
1807년 6월 14일 프리틀란트 전투에서 나폴레옹 보나파르트가 이끄는 군대가 인근에서 러시아-프로이센 연합군을 격파했다. 1945년까지 독일의 영토로 남아 있었고 당시에는 프리틀란트인오스트프로이센(Friedland in Ostpreußen)이라는 이름으로 불렀다. 소비에트 연방에 병합되면서 지금과 같은 이름으로 변경되었고 도시 이름은 러시아어로 "진리의 땅"("진리"를 뜻하는 러시아어 단어인 "프라브다"에서 유래된 이름)을 뜻한다.